# Compagnie du chemin de fer de Paris à Orléans
De Compagnie du chemin de fer de Paris à Orléans, of PO, was een van de belangrijkste private Franse spoorwegmaatschappijen tussen het moment van zijn creatie in 1838 en zijn nationalisatie in 1937. De PO (samen met partnermaatschappij Midi actief als PO Midi) waren bij de grote maatschappijen die op 1 januari 1938 opgingen in de fusie die leidde tot de creatie van de Société nationale des chemins de fer français.
In 1934 vormde Compagnie du chemin de fer de Paris à Orléans samen met de Compagnie des Chemins de fer du Midi een vennootschap (de Chemin de Fer de Paris à Orléans et du Midi) met financieel, commercieel en technisch oogmerk voor de gezamenlijke exploitatie van hun respectieve netwerken. Beide stichtende vennootschappen bleven behouden en behielden hun controlerecht. De ontstane werkmaatschappij diende het hele zuidwesten van Frankrijk met de Gare d'Austerlitz (en, in het eerste deel van de twintigste eeuw, ook de Gare d'Orsay) als hoofdstations in Parijs. Voor de oprichting van de SNCF exploiteerde PO Midi een spoorwegnetwerk van meer dan 11.700 km.

## Geschiedenis
Bij wet van 7 juli 1838 werd het recht op uitbating van een spoorlijn van Parijs naar Orléans en aftakkingen verleend aan een groep zakenmannen verenigd rond Casimir Leconte, die ook de eerste directeur van de maatschappij werd. De statuten van de vennootschap werden opgesteld op 11 augustus 1838, vervolgens goedgekeurd door de koninklijke ordonnantie van 13 augustus waarna de vennootschap diezelfde dag nog werd opgericht met een kapitaal van 40 miljoen frank. De eerste exploitatie van de lijn werd ingehuldigd op 20 september 1840, tussen Parijs en Corbeil via Juvisy. De stad Orléans werd pas geconnecteerd op 2 mei 1843.
Op 27 maart 1852 werd het decreet tot goedkeuring van de overname van de Compagnie de chemin de fer du Centre, d'Orléans à Bordeaux et de Tours à Nantes door de Compagnie du chemin de fer de Paris à Orléans goedgekeurd. Door aankoop en concessies startte de bediening van Parijs-Bordeaux in 1853 en van Parijs-Clermont-Ferrand via Bourges in 1855. In 1857 nam PO de Compagnie du Grand Central over, met meerdere spoorlijnen in het zuidwesten en het Centraal Massief, en tevens het bedrijf dat de voorstadsspoorlijn van Sceaux, de verbinding Parijs-Sceaux-Orsay beheerde.
Vanuit technisch oogpunt viel de Compagnie du chemin de fer de Paris à Orléans op door zijn vele technische evoluties en verbeteringen. PO was, samen met Midi, tevens een pionier in Frankrijk in de elektrificatie van hun spoorwegnetten.

## Spoornetwerk PO
- Parijs-Austerlitz - Bordeaux-Saint-Jean
- Aubrais-Orléans - Montauban-Ville-Bourbon
- Rouen - Orléans
- Brétigny - La Membrolle-sur-Choisille
- Savenay - Landerneau (en de takken Questembert - Ploërmel, Auray - Napoleonville en Auray - Quiberon)
- Blois - Saint-Aignan-sur-Cher
- Saint-Benoît - La Rochelle-Ville
- Tours - Saint-Nazaire
- Rosporden - Concarneau
- Quimper - Pont-l'Abbé
- Quimper - Douarnenez-Tréboul
- Chartres - Bordeaux-Saint-Jean (enkel aanleg en initiële uitbating van het deeltraject tussen Bessé-sur-Braye en Saumur-Nantilly)
- Clermont-Ferrand - Aurillac (na overname van de Compagnie du chemin de fer Grand-Central de France)
- Spoorlijn van Sceaux (na overname van de Compagnie du chemin de fer de Paris à Sceaux)